# Sore Mihalache
Sorina Cătălina Mihalache (n. 3 noiembrie 1989, București, România), cunoscută ca Sore Mihalache alias Sore, este o actriță de televiziune, dansatoare și cântăreață română de muzică pop și pop-rock cu influențe de electro funk. Sorina a devenit cunoscută național și internațional odată cu distribuirea sa în serialul de televiziune Pariu cu viața, apoi prin hiturile cu care a cucerit România: Different, Dor să-ți fie dor, Beautiful life, Când vremea e rea, Noapte caldă, Dintr-o mie de femei sau Jumătate.

## Biografie
Sorina Cătălina Mihalache s-a născut pe 3 noiembrie 1989, în București.
La vârsta de 10 ani, a imitat-o pe Natalia Oreiro la concursul „Ploaia steluțelor” și a câștigat locul trei, iar la 11 ani, făcea pentru prima dată, parte dintr-o trupă, Dolly, împreună cu alte trei fete, alături de care lansa melodiile „În Weekend”, „Hei, Tarzan Tarzan”, „Am capul în nori”, „Dragă Johnny”. Această trupă s-a destrămat în anul 2002.
La 17 ani a participat la emisiunea „Faimoșii” – My band, by Marius Moga and Cătălin Măruță, unde au remarcat-o producătorii de la Play & Win și au format trupa Crazy Win,  împreună cu doi băieți. Primul lor single, “Beautiful Lover” (2009), a avut foarte mare succes. După destrămarea acestei trupe, a cântat într-un proiect de cover-uri interpretate live, împreună cu Cici de la Sistem.
În anul 2022 a participat la primul sezon din emisiunea Dancing On Ice România
În 2011, Sore a devenit artist muzical MediaPro Music, unde lucrează cu Smiley & HaHaHa Production si tot atunci s-a înfiintat si Lala Band. din serialul Pariu cu Viața.
In 2014 a jucat in filmul premiat "De ce eu?" regizat de Tudor Giurgiu iar in 2015 a prezentat emisiunea "VorbesteLumea" de la PROTV. 
Înființează  un brand de haine, Hard Coeur iar in 2016 devine mama unei fetițe, Erin.
A dezvoltat o comunitate foarte mare in online, ca si content creator, pe Instagram, Facebook si TikTok.

## Pariu cu viața,O nouă viațășiLala band
Din septembrie 2011, Sore Mihalache a interpretat personajul Sara Năstase din serialul muzical „Pariu cu viața” de la Pro TV. A avut o relație cu colegul ei din serial, Raphael Tudor, cu care a locuit, iar din 2014 aceasta a interpretat pe Sara Năstase în noul serial O nouă viață.
În 2012 a lansat piesa muzicală „Different”, care a înregistrat peste 2 milioane de vizionări (varianta oficială), respectiv peste 4.862.000 de vizualizări (varianta neoficială). Piesa „Different” a ajuns să ocupe locul cinci în iTunes Dance Chart Japonia. În 2013 a lansat împreună cu Mihai Ristea piesa „Beautiful Life”, care, la fel ca și celelalte piese ale ei, a fost foarte difuzată de către toate posturile de radio din România. Atât „Different” cât și „Beautiful Life”, au intrat în Romania Airplay Top 100 timp de multe săptămâni, urcând și între primele 20 de poziții ale clasamentului. 
Sore Mihalache a susținut o serie de concerte împreună cu colegii ei din trupa Lala Band. Alte turnee susținute prin țară sunt „Like Life” și „Lala Happy X-mas”.
În anul 2013, Sore Mihalache va întreprinde un turneu național împreună cu colegii săi din LaLa band, numit „LaLa Love Tour”.  
2014 este anul piesei Dor să-ți fie dor, in anii următori apar, printre altele, Noapte Caldă alături de Bere Gratis, Când vremea e rea, Jumătate alături de Smiley, Sunetul meu preferat cu Florian Rus, Inima albastra cu Adrian Sana si remake-ul Un Actor Grăbit alături de Bitza.
Deși ia o pauza de la muzica, necomunicata, Sore ia parte la turneul Vis de Crăciun, alături de Andra, in 2024.

## Discografie

### Single-uri
| An   | Nume                                                 | Poziție | Casa de discuri                                             |
| ---- | ---------------------------------------------------- | ------- | ----------------------------------------------------------- |
| 2011 | "Love is music"                                      | —       | MediaPro Music                                              |
| 2011 | "Different"                                          | 5       | MediaPro Music                                              |
| 2013 | "Beautiful life" (feat. Mihai Ristea)                | —       | MediaPro Music                                              |
| 2013 | "Boy, boy" (feat. Alex Velea)                        | —       | MediaPro Music                                              |
| 2013 | "Bad boy is back (feat. Dorian)"                     | —       | MediaPro Music                                              |
| 2014 | "Dor să-ți fie dor"                                  | 5       | MediaPro Music                                              |
| 2014 | "Inima"                                              | —       | MediaPro Music                                              |
| 2014 | "Persoana mea" (feat. Tranda)                        | —       | MediaPro Music                                              |
| 2014 | "Noapte caldă" (feat. Bere Gratis)                   | 3       | MediaPro Music                                              |
| 2015 | "Magnet de frigider"                                 | —       | MediaPro Music                                              |
| 2015 | "Umbrela mea de soare"                               | —       | MediaPro Music                                              |
| 2015 | "Latin love" (feat. Lil`Eddie)                       | —       | MediaPro Music                                              |
| 2015 | "I got my mind of you" (feat Electic Fence)          | —       | MediaPro Music                                              |
| 2015 | "Când vremea e rea"                                  | —       | MediaPro Music                                              |
| 2015 | "Un minut"                                           | —       | MediaPro Music                                              |
| 2016 | "Adu-mi aminte să uit" (Sore feat. Liviu Teodorescu) | —       | MediaPro Music                                              |
| 2016 | "Un minut"                                           | —       | MediaPro Music                                              |
| 2016 | "Îmi dai palpitații"                                 | —       | MediaPro Music                                              |
| 2016 | "Woman"                                              | —       | MediaPro Music                                              |
| 2017 | ”Ce mai vrei” (Sore feat. Feli)                      | —       | MediaPro Music, Cat Music & HaHaHa Production               |
| 2017 | ”Bumba”                                              | -—      | MediaPro Music                                              |
| 2017 | ”Ultima lacrimă”                                     | —       | MediaPro Music                                              |
| 2018 | ”Dintr-o mie de femei”                               | —-      | MediaPro Music                                              |
| 2018 | ”Sărută-mă și taci”                                  | —       | MediaPro Music                                              |
| 2018 | ”Toate fetele”                                       | —       | MediaPro Music                                              |
| 2018 | ”O să uit”                                           | —       | MediaPro Music                                              |
| 2018 | ”Praf de stele” (Sore feat. Seredinschi)             | —       | MediaPro Music, Cat Music & HaHaHa Production               |
| 2019 | ”Jumătate” (Sore feat. Smiley)                       | —       | MediaPro Music, Cat Music & HaHaHa Production               |
| 2019 | ”Cum sa ma las”                                      | —       | MediaPro Music                                              |
| 2020 | ”Langa tine”                                         | —-      | MediaPro Music                                              |
| 2020 | ”Ce faci, fata?”                                     | —-      | MediaPro Music                                              |
| 2020 | ”Sunetul meu preferat” (Sore feat. Florian Rus)      | —-      | MediaPro Music & Roton Music                                |
| 2020 | ”Lasă-mă să-i spun” (Sore feat. Tudor (Fly Project)) | —-      | MediaPro Music & Roton Music                                |
| 2020 | ”Nu te mai suport” (feat. Ceva Marunt)               | —-      | HaHaHa Production                                           |
| 2021 | ”E Ok” (feat. Mark Stam)                             | —-      | MediaPro Music, Global Records & Spoiala Brothers           |
| 2021 | ”Fake It”                                            | —-      | MediaPro Music                                              |
| 2021 | ”Inima albastra” (Sore feat. Adrian Sînă)            | —-      | MediaPro Music & Roton Music                                |
| 2023 | ”Legați la ochi” (feat. Bere Gratis & Cabron)        | —-      | MediaPro Music, Sprint Music, Cat Music & HaHaHa Production |
| 2023 | ”Un actor grăbit” (feat. Bitză)                      | —-      | MediaPro Music, Roton Music & HaHaHa Production             |